# 리브 카니
리브 카니(Reeve Carney, 1983년 4월 18일 ~ )는 미국의 싱어송라이터이자 배우이다. 뮤지컬 《스파이더맨: 턴 오프 더 다크》의 스파이더맨 역으로 잘 알려져 있다.

## 출연 작품

### 영화
- 2021년 하우스 오브 구찌 - 톰 포드 역